# Mihail Mihailide

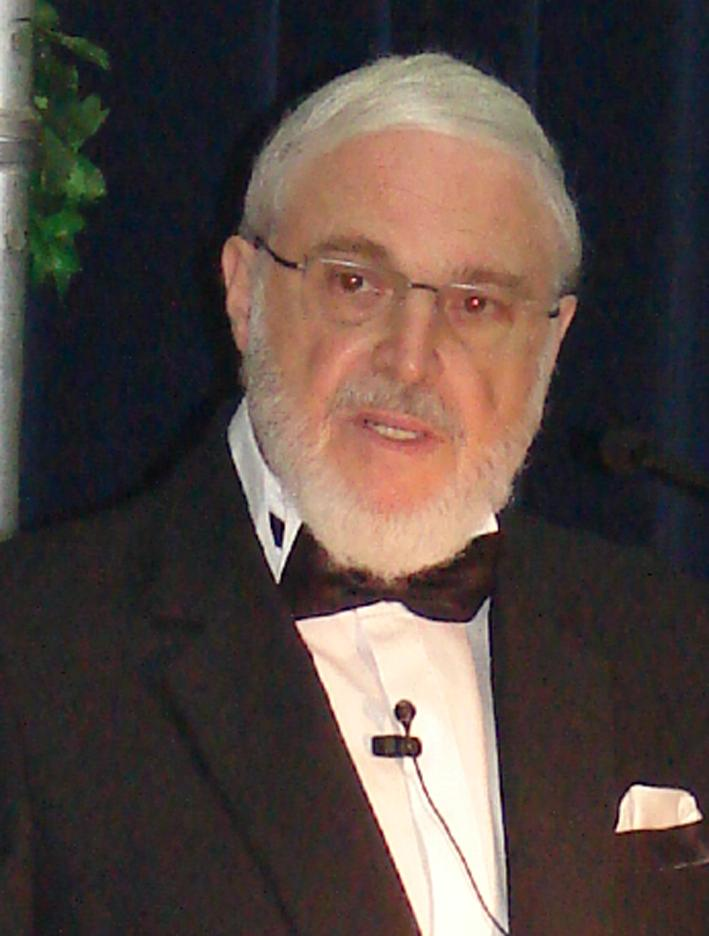
Dr. Mihail Mihailide

Mihail Mihailide (n.  6 mai 1938, la Viena, Austria) este un medic, ziarist și scriitor din România, director general - fondator al săptămânalului Viața Medicală și al Editurii Viața Medicală Românească, decorat cu ordinele Meritul Sanitar și Meritul Cultural.

## Date biografice
Mihail Mihailide este absolvent al Facultății de Medicină Generală din București (1960).
Timp de două decenii, ca medic practician a urmat cursuri de perfecționare și specializare în Ginecologie și Obstetrică, Medicina Muncii, Sănătate Publică ș.a. Este specialist în Medicină Generală/Medicină de Familie și în Sănătate Publică și Management Sanitar.
A scris reportaje, raiduri-anchete, interviuri, articole pe diferite teme medicale, sociale, culturale; a publicat articole științifice în reviste medicale românești, periodice ale Uniunii Societăților de Științe Medicale („Igiena”, „Viața medicală”, „Pediatria”, „Munca sanitară” etc.).
Din 1980 este ziarist profesionist (atestat prin examen), șef de secție medicală la publicația „Muncitorul sanitar”.
Din 1990, a fost numit redactor-șef, apoi director al săptămânalului „Viața medicală”.
A fost redactor coordonator și redactor la diferite volume medicale sau literare, autor de prefețe și studii asupra unor autori, medici-scriitori.
Este membru fondator și vicepreședinte al Societății Medicilor Scriitori și Publiciști din România (S.M.S.P.R.) și al Asociației Medicilor Artiști Fotografi (ARFOMED), participând cu lucrări la expozițiile acestei asociații.
Este membru al Uniunii Ziariștilor Profesioniști din România, al Clubului Român de Presă, al Consiliului de Onoare al acestuia, al Uniunii Scriitorilor din România și al Uniunii Mondiale a Scriitorilor Medici (UMEM).
În anul 2008 a fost decorat cu Ordinul Meritul sanitar în grad de Cavaler (Nr. brevet: 1321/17.10.2008).
În anul 2010 presedintele Academiei Române, dl acad. Ionel Haiduc, i-a acordat Diploma Distinctia Culturala.
În anul 2011 a fost decorat cu Ordinul Meritul cultural în grad de Cavaler (Nr. brevet: 292/23 martie 2011).

## Activitate publicistică
- În 2000, în colecția de eseuri „Non omnis moriar” a Editurii Viața Medicală Românească, publică vol.: „Eu sunt Cassandra, nene Iancule”; „Prepeleacul cu jurnale” și „Vineri, înainte de cutremur”.
- În anul 2001 îi apare la editura Viața Medicală Românească vol. „Medici-scriitori și publiciști români – Mic dicționar” (cu texte introductive de Ion Rotaru și C. D. Zeletin), lucrare care cuprinde peste 400 de biobibliografii de scriitorilor-medici.
- În 2003, cu prilejul Congresului Mondial al Scriitorilor-Medici (U.M.E.M.) de la București, publică la Editura Viața Medicală Românească: „Medici-scriitori și publiciști români, dicționar biobibliografic” (cu un Compendium în limba franceză, în traducerea Catrinel Perianu) și beneficiind de un scurt expozeu cronologic asupra Societății Medicilor Scriitori și Publiciști din România, în limba franceză, semnat de C. D. Zeletin. „Dacă scriitorii full time nu au încă un dicționar la zi, iată că medicii-scriitori și publiciști români au, în fine, un dicționar biobibliografic. Autorul acestui impunător volum și arhinecesar instrument de referință nu este altul decât doctorul Mihail Mihailide, membru al Uniunii Scriitorilor și director al unui reputat săptămânal de medicină, ce nu ezită să facă loc, încă de la înființare (1990), unei (unor) frumoase pagini de actualitate literar-artistică. (…) Admirabilă prin probitate, erudiție și dăruire pe altarul vieții și lucrărilor colegilor de breaslă, de când se face medicină pe meleagurile românești și până la închiderea ediției de față, cartea lui Mihail Mihailide nu este doar romanul non-fiction al unor parabole biobibliografice, ci și o indubitabilă carte albă a personalităților medicale și scriitoricești (din țară sau diaspora), un dicționar al recordurilor profesionale și totodată al performanțelor de vocație, inspirație și stil.” [1]
- „Literatura artistică a medicilor” a fost lansată cu prilejul „Galei săptămânalului Viața medicală“ (27 mai 2009). „Ca să întocmești un dicționar al scriitorilor români de formație medicală trebuie să îndeplinești trei condiții: să îndrăgești literatura, să ții la breasla medicilor și să fii tu însuți medic. Mihail Mihailide le îndeplinește pe toate trei, de unde și acribia cu care s-a înhămat în ultimele decenii la o întreprindere atît de laborioasă. Cum însușirile unui asemenea instrument de lucru se impun de la sine - avem în sfîrșit un lexicon adus la zi al medicilor-scriitori din România - nu mă voi opri asupra detaliilor lui tehnice, ci asupra îndoitei ipostaze pe care o au protagoniștii din paginile lui: medic și scriitor deopotrivă. Căci nu te poți abține să te întrebi cum se împacă, înmănuncheate în conturul aceleiași ființe, cele două virtuți. Nu cumva coabitarea lor se răsfrînge dăunător asupra amîndurora? Întrebarea nu are nimic malițios sau perfid în ea, ci descinde dintr-o mai veche nedumerire personală, o nedumerire avînd în subsidiar aceeași simpatie față de lumea medicilor pe care o are și domnul Mihail Mihailide. Întâi de toate, un dicționar al scriitorilor cu pregătire medicală e un act de exclusivism cultural. El dovedește o mentalitate de castă în excepția nobilă a expresiei: orgoliul apartenenței la o breaslă aparte, una înzestrată cu conștiința elitei pe care o reprezintă. Și pe bună dreptate, căci tagma medicilor are hram solitar. Începînd cu anii și examenele din timpul facultății, a cărei absolvire echivalează cu un veritabil chin al educației asumate - chîn care face ca Medicina să fie probabil cea mai grea facultate din învățămîntul contemporan și trecînd prin infernul concursurilor îndurate în vederea obținerii posturilor, gradelor și eventualelor funcții administrative, totul îi împrumută medicului profilul unei ființe pentru care selecția profesională echivalează cu o intrare în rândul celor aleși. De aceea, chiar și numai sub unghiul efortului depus, viața unui medic seamănă cu o tracasare necontenită, concurența acerbă silindu-l la o pregătire ce pare că nu mai sfârșească nicicând.  Dar aceste ordaliții inerente profesiei nu pot explica înclinația culturală a medicilor și, în cazul unora dintre ei, apetența bizară pentru scris. Mai degrabă ai fi înclinat să spui că medicii sunt buni degustători de cultură, dar nu creatori înlăuntrul ei. Cert este că, în orice familie unde există măcar un medic, aerul care te întîmpină are o altă încărcătură spirituală: o mireasmă selectă născută dintr-o anumită optică asupra vieții. Iar cauza nu e de căutat în snobismul medicilor și nici în vanitatea unor ființe care, știind că fac parte dintr-o categorie șlefuită, vor să-și etaleze semnele distincției. Cauza e de căutat în două virtuți ale naturii medicale. “ (...) „E grăitor în această privință un citat din Alexandru Ciocâlteu, la rîndul lui medic și scriitor, citat redat de Mihail Mihailide în dicționarul de față: Dacă aș putea să o iau de la capăt, nu știu dacă aș mai face medicina. M-aș fi bucurat să am pe cineva în spate, un mercenar sau o familie de oameni bogați și să fac filiologia. Și mi-ar fi plăcut mai mult să citesc și să scriu decît să fac medicină. Sunt două lucruri care sunt în cumpănă. Făcînd medicină, trăiesc literatura, ceea ce este mult mai greu de suportat, și atunci totul este să mergi între fantasmele pe care ți le constitui pentru a supraviețui și suferința semenilor săi pe care încerci să o îndepărtezi, dacă poți. (p. 190). E foarte greu așadar să ții într-o mînă caduceul cu un singur șarpe al lui Esculap, iar în cealaltă, lira cu mai multe coarde a lui Orfeu. Greu, dar nu imposibil. Dovadă darul pe care Mihail Mihailide, în urma unei munci al cărei preț numai el îl știe, l-a făcut colegilor săi: o antologie în care generațiile de medici cu aplecări literare își pot contempla, bio-bibliografiile și opiniile criticii literare pe marginea volumelor scrise.”.[2]
- „Strategia și tactica de a ne fura singuri căciula”, volum de publicistică (editura „Viața Medicală Românească”, 2010). „În noul său volum de publicistică, Strategia și tactica de a ne fura singuri căciula, dr. Mihail Mihailide surprinde prin altoiul unui ciot din limbajul de lemn pe o vorbă veche românească. „A ne fura singuri căciula“ este o expresie pe care nu o întâlnim în vreo altă limbă și, folosită în titlu, are efectul unui duș rece. Cum vine asta? Cine este făptașul și cine păgubitul? Cum întrebările ar putea continua, aproape că deslușim cum de s-a făcut ca absurdul să răsară pe plaiurile mioritice. Căutând răspuns, o zare de înțelegere am întâlnit-o la un vechi înțelept și ar însemna „a-ți păgubi agoniseala cu câștigul“. Dr. Mihail Mihailide și-l asociază pe Constantin Rădulescu-Motru care scrie în „Psihologia poporului român”, vorbește de „neperseverența“ poporului român înțeleasă de unii autori și ca o formă de adamism: „Unde profesiunile se ocupă fără selecție, avem neperseverență la lucru“. Exact asta demonstrează dr. Mihail Mihailide de-a lungul a aproape trei sute de pagini în care sunt cuprinse articolele apărute în Viața medicală între anii 2000 și 2009, cu supratitluri semnificative – „In media res“, „La timpul prezent“, „Prepeleacul cu jurnale“ și „33 de cvadrați de apropouri și reflecții“. Se cuvine să remarcăm că autorul, înzestrat cu un deosebit simț al măsurii, al echilibrului și al nuanței, este departe de a fi obsedat doar de jumătatea goală a paharului, cum se întâmplă în marea parte a publicisticii românești.  Aș remarca aici, cu deosebire, cronicile apărute sub genericul „Cartea confraților“, din care am reținut, cu nostalgie, pe aceea dedicată lui Victor Săhleanu, un gând de frumoasă aducere aminte a celui care a fost un distins antropolog, om cu vastă cultură și preocupări artistice. Trebuie să amintesc și întâmpinarea la cartea „Pe prispa cerului“ a lui Iftimie Nesfântu, un confrate de redacție, intitulată „Dezvăluirile unui reporter special“, cu „texte captivante, sapiențiale“, presărate pe calea de la reportaj la artă. Și, firește, exemple se mai pot da.  De la medic, păstrează aplecarea atentă spre examinarea obiectivă, un fel de examen anatomopatologic al vremii noastre. Cu scriitorul ne întâlnim în stilul de o eleganță unditoare, colorat discret cu un umor subtil ce amintește definiția umorului românesc ca „formă elevată de manifestare a disperării“. Publicistul scormonește cu abilitate, uneori cu aplomb, prin ungherele realității, sesizează problemele acute și îngrijorătoarele tendințe de cronicizare din tranziția românească parcă mereu de la o criză spre alta. Toate sunt dibaci răsfirate într-un generos orizont de cultură cu aplecare spre filosofie și, câteodată, spre poezie.  Dacă cele mai multe dintre articole invită la reflecție și la o discuție serioasă, altele sunt consemnări aproape telegrafice din diferite ziare și reviste, ca și cum comentariile nu-și mai au rostul, selecția și aranjarea în pagină fiind în sine comentariu. Autorul intervine printre rânduri, mizând pe o complicitate benefică cu cititorul. În esență, se desprinde un îndemn grav la responsabilitate pentru tot ceea ce gândim, scriem și făptuim.(...)” [3]
- Articole precum: A sluji sănătatea - un privilegiu; am adăuga îndată și un tribut al devoțiunii. Apoi altele: A mai murit un pom în București; Bătrânii României - săraci, umiliți și bolnavi; Tinerii - ultima speranță; și iarăși, dincolo de universul medical, dar angajând viitorul culturii, despre care Eminescu spunea ca "e puterea popoarelor": Școala, cartea, revista sau Breviar de fapte și idei, și celelalte - toate pagini pătrunse de conștiință civică, de atașamentul față de valori și de fapte de construcție morală - această amplă antologie de cronici, scrise cu pasiune pentru adevăr, pentru efort reator și înnoire, scrise cu vervă și în plină cunoștință de cauză, reprezintă o lectură reconfortantă și o informare de substanță pentru cei ce cred în solidaritatea cinstită și eficace a minților devotate progresului...[4]
- "Medicii și seducția puterii. Miniștrii comuniști ai Sănatatii" acoperă, prin informație și detaliu, o perioadă delicată a istoriei vieții medicale de la noi, avand marele merit de a fi propus o abordare sine ira et studio a unui interval temporal minat de probleme morale și de episoade tragice. Cartea se citește cu nedisimulat interes, te prinde de la prima pagină, deși are o rigoare documentară care ar parea prolixă la prima vedere. Despre calitatea retorică și fluența stilistică a manierei în care a fost scrisă cartea citată nici nu se mai cade să mai vorbim, căci aceste trăsături definesc de multă vreme statura de autor consacrat a doctorului Mihail Mihailide." (...) Octavian Buda:Memorie și metodǎ: istorii politice în clinică, în Cultura,Seria noua,Anul IX, Nr.19(470)/5 Iunie,2014,p.22.
- Adjuncții este o carte scrisa cu multiple competențe : medicală, din interiorul breslei, iatro-istorică, de deasupra breslei, politica (demnitarii astfel văzuți din fața și din profil, pană în adâncul sufletului lor, pe care autorul uneori îl dezvăluie cu exactitate absolută, alteori se abține într-un mod insesizabil, pentru binele tuturora). Dr. Mihai Neagu, Buletinul Bibliotecii  Romane din Freiburg, vol. XXIV, pp, 631-633/2016
- „Pentru cititorul avid de frânturi anecdotice, din viața și devenirea profesională a unor personalități ale medicinei românești și occidentale care, nu întâmplător, au avut preocuoări culturale și literare de netrecut cu vederea, volumul lui Mihail Mihailide – medic, ziarist și scriitor (…) constituie o reală desfătare intelectuală și literară. Insolitul ospăț al unui devorator de arhive este o carte temeinic documentată, înțesată de reproduceri și fragmente desprinse din texte de arhivă, ceea ce amplifică curiozitatea cititorului însetat de autenticitate, care cucerește imediat prin stilul eseistico-narativ fluent și expresiv, nuanțat, ironic și liric și pigmentat cu pasaje de o colocvialitate spumoasă (…).” Sînziana-Maria Stoie, „ASTRA, literatură, arte și idei” [15], Serie nouă, anul VIII (LI), nr.3-4 (351-352)- 2017, p. 47.

## Cărți publicate
- Eu sunt Cassandra, nene Iancule, Ed. Viața Medicală Românească, 2000.
- Prepeleacul cu jurnale, Ed. Viața Medicală Românească, 2000.
- Vineri, înainte de cutremur, Ed. Viața Medicală Românească, 2000.
- Medici-scriitori și publiciști români - Mic dicționar, Ed. Viața Medicală Românească, 2001.
- Medici-scriitori și publiciști români, dicționar biobibliografic cu un Compendium în limba franceză, Ed. Viața Medicală Românească, 2003.
- Literatura artistică a medicilor, (două volume) Ed. Viața Medicală Românească, 2009.
- Tehnici și metode de a ne fura singuri căciula, Ed. Viața Medicală Românească, 2010.
- Eul altora - Jurnale intime, Autobiografii, Memorii, Ed. Viața Medicală Românească, 2012.
- Un proces de malpraxis la comandă politică - Dosarul doctorului I.Făgărășanu, Ed. Viața Medicală Românească, 2013.
- Medicii și seducția puterii - Miniștrii sănătății (1945-1989), Ed. Viața Medicală Românească, 2014.
- Șarlatani și vindecători închipuiți, Ed. Viata Medicală Românească, 2015.
- Adjuncții ( adjuncți ai miniștrilor sănătății și secretari generali din perioada comunistă - iatroistorie recenta), Ed. Viata Medicală Românească, 2015
- Medicii Regilor României : Regele Carol I, Regina Elisabeta, Regele Ferdinand, Regina Maria - Vieți, destine, personalități (Reconstituiri iatroistorice documentare),440 pagini, index de nume,  Ed. Viața Medicală Românească, 2016.
- Medicii și seducția puterii - Miniștrii sănătății (1945-1989), Ed. Viața Medicală Românească, 2016.
- Insolitul ospăț al unui devorator de arhive, Ed. Viața Medicală Românească, 2017.
- Urma pașilor din urmă,Ed. Viața Medicală Românească, 2017.
- Medici în arhivele Securității ( „literatura” dosarelor secrete ), Ed. „Cartea Medicală”, 2019 (Premiul „Dr. Victor Gomoiu“ acordat de Fundația „Magazin Istoric”)
- Mezinul, Maestrul și Securitatea, Ed.„Cartea Medicală”, 2021 (Premiul „Carol Davila” acordat de Fundația „Magazin Istoric”)
- Medicii și seducția puterii - Miniștrii sănătății (1945-1989), Ed. „Cartea Medicală”, 2021
- Povestiri care ar putea fi adevărate, Ed.„Cartea Medicală”, 2024
- Colaborări ocazionale la rev. România literară, Historia, Magazin Istoric,  Romanian Medical Journal - Ediția de Arte (2020, 2021),  rev. românești în limba engleză, Jurnal literar, Viața Românească, Acolada, Memoria ș.a.

### Texte în următoarele volume colective
- Ecce medicus, 1995.
- Tăierea nodului gordian, 1996.
- Eroare de paralaxă, 1997.
- Pluta ultimei speranțe, 1998.
- Nedeslușită, parabola orbilor, 1999.
- Anul 2000 – O lume în schimbare, 2001.
- Sănătatea și violența fără frontiere, 2001.
- Cine tace consimte, 2002.
- Medicina și artele, 2003.
- Zece, 2004.
- 12 cele mai frumoase pagini, 2005.
- Personalități medicale – opinii și fapte, 2006.
- Medicina românească – înnoiri europene, 2007.
- Portret în oglindă la 20 de ani, 2008.
- Excelența medicală în vremea crizei, 2009.
- Excelsior, 2010 din seria Caietele „Vieții medicale“, volume pe care adesea le-a structurat, titrat și redactat, însoțindu-le de prefețe.
- Quo vadis, Medicinae, 2011, din seria Caietelor „Vieții medicale“, volume pe care adesea le-a structurat, titrat și redactat, însoțindu-le de prefețe
- Proză și epigrame în „Clipa cea repede…” (1993, 1996, 1999, 2008, 2010, 2011), volume ale Societății Medicilor Scriitori și Publiciști din România.
- Fântâna din Kos, 2009, 2010, 2011, 2012, 2013, 2015, 2016 periodic al Societății Medicilor Scriitori și Publiciști din România.
- Revista Medicală Română, vol.LXIV, nr. 3/2017 pp.254-246, „Memoria”, în ajunul numărului 100
- Buletinul Bibliotecii Române din Freiburg, vol.V (XXVI), Serie nouă, 2018, art. Albumul de autografe al Mariei Golescu, pp.164-167